# Apple A13
Apple A13 Bionic（仿生）是苹果公司设计的64位元系統单晶片。这款SoC于2019年9月11日发布，采用台積電第二代7纳米制程，内有85亿个晶体管。首先被搭载于iPhone 11、iPhone 11 Pro和iPhone 11 Pro Max中，其後被搭載於iPhone SE (第二代)、iPad (第九代)中和Apple Studio Display中。

## 设计
官方宣称，与历代處理器相比。
- CPU方面
  - 两个性能核心，速度最高提升20%，能耗最多降低40%
  - 四个能效核心，速度最高提升20%，能耗最多降低25%
- GPU方面
  - 速度最高提升20%，能耗最多降低30%

神经网络引擎拥有八个核心，速度最高提升20%，能耗最多降低15%。CPU上新增两个机器学习加速器，能以最高达过去六倍的速度执行矩阵数学运算，使CPU每秒可进行1兆次运算。

## 产品使用
- iPhone 11
- iPhone 11 Pro
- iPhone 11 Pro Max
- iPhone SE (第二代)
- iPad (第九代)
- Apple Studio Display